# 446 Aeternitas

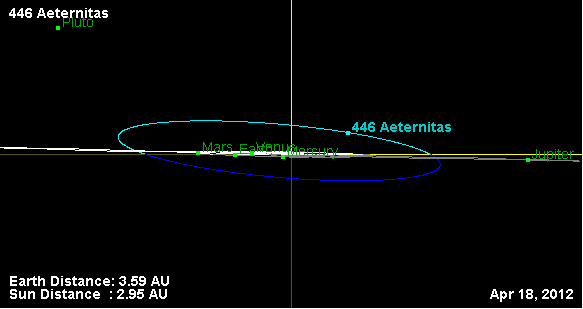

446 Aeternitas è un asteroide della fascia principale del sistema solare del diametro medio di circa 45,4 km. Scoperto nel 1899, presenta un'orbita caratterizzata da un semiasse maggiore pari a 2,7888447 UA e da un'eccentricità di 0,1241423, inclinata di 10,62420° rispetto all'eclittica.
Il suo nome è dedicato alla personificazione del concetto di eternità, presso gli antichi romani.